# Un homme de trop
Pour plus de détails, voir Fiche technique et Distribution.
Un homme de trop (typographié 1 homme de trop au générique et sur l'affiche originale) est un film franco-italien réalisé par Costa-Gavras, sorti en 1967. Il est adapté du roman autobiographique de Jean-Pierre Chabrol publié en 1958.

## Synopsis
En 1943, au prix d'une opération risquée, un groupe de résistants d'un maquis des Cévennes réussit à libérer de leur prison douze condamnés à mort. Une fois en lieu sûr, il s'avère que, parmi les évadés, il y a un homme de trop. Tandis que les Allemands sont sur leurs traces, les chefs du maquis se demandent ce qu'il faut faire de cet inconnu.

## Fiche technique
- Titre original : Un homme de trop (ou 1 homme de trop)
- Titre international anglophone : Shock Troops
- Réalisation : Costa-Gavras
  - Assistants réalisateur : Georges Grodzenczyk, Bernard Paul et Alain Corneau (stagiaire)
- Scénario : Costa-Gavras, d'après le roman de Jean-Pierre Chabrol
  - Dialogues : Daniel Boulanger (non crédité)
- Musique : Michel Magne
  - Chanson : La Chanson du maçon (musique d'Henri Betti, paroles de Maurice Vandair et Maurice Chevalier)
- Photographie : Jean Tournier
- Cameraman : Pierre Willemin
- Son : Guy Villette
- Montage : Christian Gaudin
- Direction artistique : Maurice Colasson
- Costumes : Colette Baudot
- Production : Costa-Gavras et Harry Saltzman
- Directeur de production : Louis Daquin
- Sociétés de production : Les Productions Artistes Associés, Terra Film et Sol Produzione
- Sociétés de distribution : United Artists  France, Dear Film  Italie
- Pays de production :  France,  Italie
- Langues originales : français et allemand
- Genre : drame, guerre, historique
- Durée : 110 minutes
- Format : couleurs (Eastmancolor) - 2,35:1 - Techniscope - 35 mm - mono
- Date de sortie :
  - France : 5 avril 1967
- Restauration : Lumières Numériques (2016)
- Affiche : Jean Mascii (France)

## Distribution
- Bruno Cremer : Cazal
- Jean-Claude Brialy : Jean
- Gérard Blain : Thomas
- Michel Piccoli : l'homme de trop
- Jacques Perrin : Kerk
- Claude Brasseur : Groubec
- Charles Vanel : Passevin
- Michel Creton : Solin
- Julie Dassin : Jeanne
- François Périer : Moujon
- Claude Brosset : Ouf
- Pierre Clémenti : Lucian, le milicien
- Paolo Fratini : Philippe
- Nino Segurini : Paco
- Patrick Préjean : Lecocq
- Albert Rémy : Émile
- Michèle Bardollet : Micheline
- Monique Chaumette : Madame Moujon
- Maurice Garrel : Forrez
- Marc Porel : Octave
- Mario David : le chauffeur du car
- Michel Modo : le juif torturé
- Guy Mairesse : Tricard
- Jacqueline Staup : la religieuse
- Dominique Viriot : Julien
- Serge Sauvion : Félix
- Edmond Ardisson : le caissier
- Gérard Darrieu : le camionneur
- Philippe Forquet : Topart
- Med Hondo : Florent
- Sady Rebbot : Hardy
- René Lefèvre : le colonel Guers
- Jean-Louis Le Goff : le directeur des PTT
- Françoise Pavy : Suzanne
- René Alone : le médecin
- André Dalibert : le brigadier de gendarmerie
- Michel Duplaix : le mouchard
- Billy Kearns : Hoffer
- Jean-François Gobbi : Salve
- Michel Gonzalès : Martin
- Roger Marion : Titus
- Moni Rey : la mère du milicien Lucian
- Roger Pera : Roy
- Gérard Sarafian : Balec

## Production
Après le succès de son premier long métrage, Compartiment tueurs, Costa-Gavras est contacté par le producteur américain Harry Saltzman qui le laisse libre sur son prochain projet. Le cinéaste exprime alors le souhait d'adapter La Condition humaine d'André Malraux mais cela effraie Saltzman. Ce dernier lui propose alors le roman de Jean-Pierre Chabrol sur la résistance française.
Le tournage se déroule dans le Cantal (Saint-Flour, château d'Alleuze, viaduc de Garabit, etc.) et dans le Gard (Alès, Uzès, Bouquet, Les Plantiers, etc.).

## Accueil
Le film est un échec commercial avec 900 000 entrées en France ; le cinéaste l'explique par le mythe encore tenace de la résistance unie,.